# Frédéric Bamvuginyumvira
Frédéric Bamvuginyumvira (n. 24 de junio de 1961) fue el 1.º Vicepresidente de Burundi, desde el 11 de junio de 1998 hasta el 1 de noviembre de 2001. Pertenece a la etnia hutu.

## Biografía
Se postuló como candidato representante del Frente para la Democracia en Burundi (FRODEBU) en las elecciones legislativas del 29 de junio de 1993, obteniendo un escaño que representa a la Provincia de Kirundo.
El 11 de junio de 1998, fue nombrado primer Vicepresidente (responsable de los asuntos políticos y administrativos), por el presidente Interino Pierre Buyoya. Mantuvo ese cargo hasta que un nuevo poder de coalición se instaló el 1 de noviembre de 2001.
El 6 de diciembre de 2013, fue arrestado mientras conducía por las calles de Buyumbura y se le acusó de intentar sobornar a los policías que lo detuvieron. Esto lo llevó a prisión, a pesar de que el gobierno retirara todos sus cargos originales.